# Rubioia rubioi
Rubioia rubioi är en fjärilsart som beskrevs av Ramon Agenjo Cecilia 1962. Rubioia rubioi ingår som enda art i släktet Rubioia och familjen fältmalar, Scythrididae. Inga underarter finns listade i Catalogue of Life.